# Dschabir Mubarak al-Hamad as-Sabah

Dschabir Mubarak al-Hamad as-Sabah (2022)

Scheich Dschabir Mubarak al-Hamad as-Sabah (arabisch جابر مبارك الحمد الصباح, DMG Ǧābir Mubārak al-Ḥamad aṣ-Ṣabāḥ; auch Jaber Al-Mubarak Al-Hamad Al-Sabah; * 5. Januar 1942 in Kuwait; † 14. September 2024) war ein kuwaitischer Politiker und Mitglied der Herrscherfamilie Kuwaits.  Er amtierte von 2011 bis 2019 als Premierminister von Kuwait. Zuvor hatte er unter anderem das Amt des Verteidigungsministers sowie das des stellvertretenden Premierministers inne. Im April 2021 ordnete ein kuwaitisches Gericht seine Inhaftierung wegen Korruptionsvorwürfen an.
Jaber wurde erstmals am 4. Dezember 2011 zum Premierminister ernannt. Ein Jahr später, am 5. Dezember 2012, wurde er nach den Parlamentswahlen vom 1. Dezember 2012 erneut in dieses Amt berufen. Eine weitere Wiederernennung zum Premierminister erfolgte am 1. November 2017.

## Karriere
Jaber begann seine Karriere 1968 als Berater in der Abteilung für Verwaltungsangelegenheiten im Amiri-Diwan (dem Hofamt des Emirs) und war dort bis 1971 tätig. Anschließend war er bis 1975 Direktor dieser Abteilung. Danach übernahm er bis 1979 die Position des stellvertretenden Unterstaatssekretärs für Verwaltungs- und Finanzangelegenheiten im Diwan.
Im Jahr 1979 wurde er zum Gouverneur ernannt und diente zunächst bis 1985 im Gouvernement Hawally und anschließend von 1985 bis 1986 im Gouvernement Ahmadi. Von 1986 bis 1988 war er Minister für Soziales und Arbeitsangelegenheiten, von 1988 bis 1990 Informationsminister.
Nach der Befreiung Kuwaits im Jahr 1991 wurde Jaber Berater im Büro des Emirs, eine Position, die er bis 2001 innehatte. Am 14. Februar 2001 wurde er zum stellvertretenden Premierminister und Verteidigungsminister ernannt. 2004 übernahm er den Vorsitz des Obersten Umweltrats. 2006 wurde er Erster stellvertretender Premierminister sowie Innen- und Verteidigungsminister. Im darauffolgenden Jahr blieb er Erster stellvertretender Premierminister und Verteidigungsminister.
Sabah wurde am 4. Dezember 2011 zum Premierminister ernannt. Nach der Parlamentswahl am 1. Dezember 2012 wurde er am 5. Dezember 2012 erneut in dieses Amt berufen.
Im Januar 2014 gab er eine Kabinettsumbildung bekannt, bei der sieben Minister – darunter der Öl- und der Finanzminister – ausgetauscht wurden. Damit stieg die Zahl islamistischer Minister auf vier. Die Umbildung erfolgte zwei Wochen, nachdem alle Minister, einschließlich des Premierministers selbst, dem Emir ihre Rücktritte angeboten hatten, nachdem mehrere Kabinettsmitglieder von Parlamentsabgeordneten befragt worden waren. Emir Sabah Al Ahmad Al Sabah nahm den Rücktritt von sieben der 15 Minister an und ernannte neue Kabinettsmitglieder. Zu den Neuen zählte der Abgeordnete Ali Al Omair, ein führendes Mitglied der islamistischen Salafistischen Allianz, der Mustafa Al Shamali als Ölminister ersetzte.

### Korruptionsvorwürfe
Am 13. April 2021 ordnete ein kuwaitisches Gericht seine Inhaftierung wegen Korruptionsvorwürfen an. Er war damit der erste ehemalige Premierminister Kuwaits, der vor einem Prozess wegen Korruptionsvorwürfen in Untersuchungshaft genommen wurde. Die mutmaßlichen Straftaten sollen während seiner Amtszeit als Verteidigungsminister von 2001 bis 2011 stattgefunden haben.

## Privatleben
Er war mit mehreren Frauen verheiratet. Einer seiner Söhne, Ahmed, heiratete die Tochter von Ibrahim bin Muhammed Al Ghanim, einem Mitglied der kuwaitischen Familie Al Ghanim. Am 11. April 2023 verstarb sein Sohn Mubarak im Alter von 45 Jahren.